# Фомкин, Алексей Леонидович
Алексе́й Леони́дович Фо́мкин (30 августа 1969, Москва, СССР — 24 февраля 1996, Владимир, Россия) — советский актёр. Получил известность после съёмок в нескольких выпусках детского юмористического киножурнала «Ералаш» и главной роли в фантастическом художественном фильме для детей «Гостья из будущего».

## Биография
Родился 30 августа 1969 года в Москве. Учился в московской средней школе № 516. С первого класса занимался в Детском театре кукол при заводе «Динамо», а с третьего — в Театральной студии Дворца культуры ЗИЛа.
7 ноября 1982 года Алексея Фомкина показали по Центральному телевидению. В прямом эфире показывалось торжественное заседание правительства, посвящённое Дню Октябрьской революции, где с докладом выступал Брежнев (за 3 дня до смерти). После его доклада на сцену вышло несколько пионеров, которые читали стихи, лозунги, пели песни. Среди выступающих был и Фомкин.
Тогда же, в 1982 году, Фомкин участвовал в московском общегородском конкурсе чтецов, где занял второе место. Там его заметил ассистент режиссёра фильма «Чучело» (1983) и предложил поучаствовать в кинопробах. Хотя на пробах Фомкин не прошёл и сниматься в «Чучеле» вместо него пригласили другого мальчика, в актёрской базе киностудии имени Горького остались его фотографии.
Через несколько месяцев после кинопроб Фомкин был приглашён сняться в популярном детском юмористическом киножурнале «Ералаш» (первая роль Алексея Фомкина была в выпуске № 36 «Ералаша» — «Аукцион»), где его заметил режиссёр Павел Арсенов и предложил главную роль в фильме «Гостья из будущего». Параллельно со съёмками в этом прославившем его фильме Фомкин продолжал сниматься в выпусках «Ералаша». После завершения съёмок «Гостьи из будущего» снялся в роли второго плана в телевизионном фильме «Повод» (1986).
В 1986 году окончил школу, но из-за постоянных съёмок аттестат не получил (десять классов окончил со справкой «прослушал»). В 1987 году снялся в одной из главных ролей в фильме «На своей земле». После этого фильма полгода предложений о съёмках не получал, сильно расстроился и решил пойти в армию. В военкомате Фомкин был отправлен для прохождения военной службы в город Ангарск. После ухода в армию Алексею Фомкину начали поступать предложения от режиссёров, но принять их он уже не мог. На этом его кинокарьера закончилась.
После службы в армии поступил на работу во МХАТ имени Горького, но через три месяца был уволен за систематические прогулы. После театра пошёл работать на стройку маляром, но вскоре уволился и оттуда. Покинул Москву и уехал во Владимирскую область, в небольшую деревню Безводное, где поселился один в пустующем доме. В деревне устроился на работу, стал мельником.
Во Владимире Фомкин познакомился с будущей женой Еленой и после свадьбы переехал к жене из Безводного во Владимир. Алексей Фомкин с женой злоупотребляли алкоголем. 22 февраля 1996 года друзья пригласили Фомкина с супругой в гости на празднование Дня Советской армии. В ночь с 23 на 24 февраля квартира внезапно загорелась; всем, кроме Фомкина, удалось спастись. Во время пожара он спал, поэтому не смог вовремя покинуть квартиру и скончался на 27-м году жизни, задохнувшись дымом.
Похоронен на кладбище «Улыбышево» в 14 км на юго-восток от города Владимира. В 2012 году на кладбище установлены указатели к могиле Алексея Фомкина.

## Фильмография
- 1983 — Хозяйка детского дома — один из воспитанников
- 1984 — Гостья из будущего — Коля Герасимов / Крыс и Весельчак У в его образе
- 1986 — Что такое «Ералаш»? — танцующий
- 1986 — Повод — Миша
- 1987 — На своей земле — Борька

### Киножурнал «Ералаш»
- 1982 — Выпуск № 36 (сюжет «Аукцион»)[4] — Быстров Сергей
- 1983 — Выпуск № 37 (сюжет «Сказка — ложь, да в ней намёк…»)[5] — Петя
- 1983 — Выпуск № 40 (сюжет «Чудеса в решете»)[6] — Вовка Петухов
- 1984 — Выпуск № 43 (сюжет «Одуванчик полевой»)[7] — Петя
- 1985 — Выпуск № 49 (сюжет «Подсматривать нехорошо»)[8] — ученик
- 1985 — Выпуск № 50 (сюжет «Давайте говорить друг другу комплименты»)[9] — Василий